# Andrzej Bernatowicz
Andrzej Bernatowicz (ur. 10 listopada 1986) – polski brydżysta, mistrz krajowy, sędzia regionalny, zawodnik AZS UW Warszawa.
W roku 2006 w czasie 48 Mistrzostw Europy Teamów w Warszawie pełnił funkcję operatora VuGraph’u.

## Wyniki brydżowe

### Zawody światowe
W światowych zawodach zdobył następujące lokaty:
| Mistrzostwa Świata. Konkurencja par | Mistrzostwa Świata. Konkurencja par | Mistrzostwa Świata. Konkurencja par  | Mistrzostwa Świata. Konkurencja par | Mistrzostwa Świata. Konkurencja par | Mistrzostwa Świata. Konkurencja par |
| Rok                                 | Miejsce                             | Zawody                               | Kategoria                           | Partner                             | Pozycja                             |
| ----------------------------------- | ----------------------------------- | ------------------------------------ | ----------------------------------- | ----------------------------------- | ----------------------------------- |
| 2006                                | Pieszczany                          | 6 Młodzieżowe Mistrzostwa Świata Par | Młodzież Szkolna                    | Jan Marek Betley                    | 2                                   |